# 맹강녀

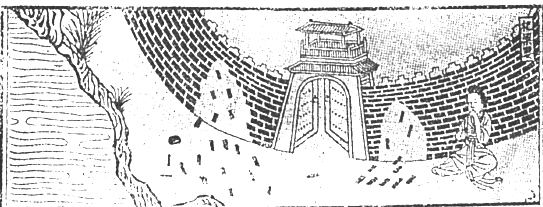

맹강녀(孟姜女)는 만리장성을 울음으로 무너뜨렸다는 만리장성 축성공사에 얽힌 비극적인 전설의 여주인공이다. 폭정(暴政)의 비극을 실화로서 말할 수 없으므로, 전설의 형태를 빌려 표현한 것으로 여겨진다.
맹강(孟姜)이라는 말은 '강(姜)'씨 성을 가진 집안의 맏딸이라는 뜻이다. 이 맹강녀는 시경(詩經)에도 여러 번 등장할 정도로 그 역사가 오래되었다. (小雅 - 有女同車章)

## 맹강녀의 전설
맹강녀(孟姜女) 이야기는 중국에 전해오는 4대 민간 전설의 하나다. 맹강녀곡장성(孟姜女哭長城)의 주인공이다.
전국시대 진의 시황제는 만리장성을 쌓기 위해 천하에 인부 동원령을 내렸다. 제나라 여인이었던 맹강녀의 남편 범희량(范喜良)도 인부로 징용됐다. 혼인한 지 사흘만이었다. 남편이 떠나고 맹강녀는 날마다 눈물로 지새웠다. 시 황제의 만리장성 보다 맹강녀가 흘린 그리움의 눈물이 먼저 만리에 이르렀다. 세월이 흐르고 엄동설한, 겨울이 깊었다. 도저히 집에 머무를 수 없었던 맹강녀는 두툼한 솜옷을 지어 길을 나섰다.
몇날 며칠이 지나 만리장성 축조현장에 도착했다. 하지만, 남편은 이미 숨을 거둔 뒤였다. 성벽 아래 다른 수많은 사람들과 묻혔다고 했다. 원통 분통, 맹강녀는 통곡을 했다. 사흘 밤낮을 그렇게 울부짖었다. 하늘이 답했다. 만리장성 800리가 무너졌다. 맹강녀는 남편의 시신을 찾아 헤맸다. 그러나 보이는 것은 백골 뿐, 남편의 유골을 찾는 게 불가능했다. 맹강녀는 손가락을 깨물어 백골마다 핏방울을 떨어뜨렸다. 그 중 한 유골이 피를 빨아들였다. 남편이었다. 맹강녀는 시신을 가지고 고향으로 돌아와 장사를 지내고 남편의 무덤 앞에서 굶어 죽었다.

## 멍장뉘먀오
멍장뉘먀오는 孟姜女庙(맹강녀묘)라고 하는데 산하이관성[山海关城] 동부 왕푸스촌[望夫石村] 북부에 자리한 봉황산(鳳凰山)의 작은 언덕 위에 위치한다.
'정녀사'라고도 하며 송대(宋代)에 세워져, 명대(明代)에 중건되었다.

## 같이 보기
- 백사전
- 양축(梁祝) - 양산백(梁山伯)과 축영대(祝英臺)
- 견우직녀(牽牛織女)